# Harini FT
Das Harini Football Team ist ein malaysischer Fußballverein aus Selangor. Aktuell spielt die Fußballmannschaft in der zweithöchsten Liga des Landes, der Malaysia A1 Semi-Pro League. Die Mannschaft ist auch unter dem Namen The Eagle bekannt.

## Geschichte
Der Verein wurde 2015 als Batu Dua Football Club gegründet. Im Dezember 2019 wurde der Verein in Harini Football Club umbenannt. 2022 erfolgte eine erneute Umbenennung in Harini Football Team.

## Erfolge
- South Selangor League: 2018
- KL City League: 2019
- Selangor Champions League: 2019

## Stadion
Seine Heimspiele trägt der Verein im Kuala Selangor Stadium in Kuala Selangor aus. Das Stadion hat ein Fassungsvermögen von 13.000 Personen.
Koordinaten: 3° 19′ 10,8″ N, 101° 15′ 21,5″ O

## Spieler
Stand: August 2020
| Nr. |                              | Position | Name                                |
| --- | ---------------------------- | -------- | ----------------------------------- |
| 1   | Malaysia                     | TW       | Budriz Ramlan                       |
| 2   | Kongo Demokratische Republik | AB       | Sammy Musemakweli                   |
| 5   | Malaysia                     | AB       | Thipanraj Subramaniam               |
| 5   | Kongo Demokratische Republik | ST       | Mindeke Fukiani                     |
| 6   | Malaysia                     | MF       | Badrul Hisham Morris                |
| 7   | Malaysia                     | MF       | Abdul Manaf Mamat                   |
| 8   | Malaysia                     | ST       | Azidan Sarudin (Mannschaftskapitän) |
| 9   | Malaysia                     | ST       | Leslee Nathan                       |
| 10  | Malaysia                     | MF       | Asrol Ibrahim                       |
| 11  | Niger                        | ST       | Chukwu Nnabuike                     |
| 12  | Malaysia                     | AB       | Pavithiran Pandian                  |
| 13  | Malaysia                     | ST       | Raslam Khan                         |
| 15  | Malaysia                     | AB       | Gopinath Ragenderan                 |

| Nr. |                              | Position | Name                |
| --- | ---------------------------- | -------- | ------------------- |
| 16  | Malaysia                     | AB       | Yoganathan Munusamy |
| 17  | Malaysia                     | MF       | Thivagar Ragenderan |
| 18  | Malaysia                     | MF       | Sivakumar Munusamy  |
| 19  | Malaysia                     | ST       | Faizal Aziz         |
| 20  | Malaysia                     | MF       | Fakhrurazi Musa     |
| 22  | Malaysia                     | MF       | Amirul Kasmuri      |
| 23  | Malaysia                     | TW       | Izuddin Husin       |
| 24  | Malaysia                     | AB       | Ridhwan Maidin      |
| 25  | Malaysia                     | TW       | Amirun Nazmi        |
| 27  | Malaysia                     | ST       | Aizat Azli          |
| 28  | Kongo Demokratische Republik | ST       | Metha Viblo Apingi  |
| 29  | Malaysia                     | AB       | Abdullah Suleiman   |

## Saisonplatzierung
| Saison | Līga                        | Platz         | FA Cup   |
| ------ | --------------------------- | ------------- | -------- |
| 2019   | Malaysia M3 League          | 10.           | 2. Runde |
| 2020   | Malaysia M3 League          |               | Vorrunde |
| 2021   | Malaysia M3 League          |               |          |
| 2022   | Malaysia M3 League          | 1. (Gruppe B) | 1. Runde |
| 2023   | Malaysia A1 Semi-Pro League | 3.            | –        |

Die Saison 2020 wurde wegen der COVID-19-Pandemie abgebrochen.

## Beste Torschützen
| Saison | Name            | Tore |
| ------ | --------------- | ---- |
| 2019   | Fakhrurazi Musa | 8    |
| 2020   |                 |      |
| 2021   |                 |      |

## Ausrüster und Sponsor
| Saison | Ausrüster  | Sponsor                |
| ------ | ---------- | ---------------------- |
| 2019   | PUC Sport  | Habiel Project, Yakult |
| 2019   | Kaki Jersi | Arca Konsep Sdn.Bhd.   |
| 2020   | Harini     |                        |